# Dom & Ravel
Dom & Ravel foi uma dupla brasileira, formada pelos irmãos Eustáquio Gomes de Farias, mais conhecido como Dom (Itaiçaba, 21 de agosto de 1944 – Fortaleza, 10 de dezembro de 2000), e Eduardo Gomes de Farias, mais conhecido como Ravel (Itaiçaba, 13 de outubro de 1947 – São Paulo, 16 de junho de 2011), que surgiu na década de 1960 e se notabilizou pelo apoio que prestou à ditadura militar no Brasil (1964-1985). Em 1970, por ocasião da Copa do Mundo realizada no México, conquistou o país com Eu Te Amo, Meu Brasil, que estourou nas paradas de sucesso. O sucesso foi absoluto nos anos seguintes. Dom & Ravel se apresentaram por todo o país e nos principais programas de rádio e de televisão, ganhando vários prêmios. A música ufanista era utilizada pelo regime militar em eventos cívicos.
A dupla tratava em sua música sobre variados temas sociais, como direito à aposentadoria (Cabelos Brancos), direito à alfabetização (Você Também é Responsável) e consideração ao meio rural (Obrigado ao Homem do Campo).

## Trajetória
Os irmãos Farias nasceram em Itaiçaba, no Ceará, Eustáquio em 21 de agosto de 1944 e Eduardo em 13 de outubro de 1947. Mudaram-se para São Paulo ainda crianças, nos anos 1950. Eduardo obteve o apelido de Ravel, dado por um professor de música, por causa de sua aptidão para a arte. Por volta dos anos 1960, a dupla, então já conhecida como Dom & Ravel, lançou seu primeiro LP em 1969, "Terra boa", que trazia entre outras a canção "Você também é responsável", transformada, em 1971, pelo ex-ministro da Educação, Jarbas Passarinho, no hino do Movimento Brasileiro de Alfabetização (Mobral).
Nos anos 1970, a dupla atingiu grande sucesso com a canção "Eu te amo meu Brasil", gravada pelo conjunto Os Incríveis. Outros sucessos da dupla foram: "Animais irracionais", "Só o amor constrói" e "Obrigado ao homem do campo". O uso destas canções pela ditadura militar, que na época contribui para leva-los ao sucesso,  levou a dupla ao ostracismo posterior. A dupla foi assim vista por muitos no campo político de esquerda como ligada a ditadura militar. Em paralelo, porém, a dupla sempre negou esta associação, argumentando que nunca fizeram música por encomenda e que nunca receberam dinheiro do governo ou foram funcionários da ditadura. Afirmavam que ainda que algumas de suas músicas foram vistas com simpatia pelos governantes de então, mas que isso não se dava por trabalharem para eles. Diziam, ainda, que nunca foram consultados sobre o uso de suas músicas para campanhas oficiais do governo, e que o clima de repressão os impedia de explicitarem então essa questão. Pelo contrário, argumentavam que ainda durante a ditadura eles também foram alvos da censura e levados para interrogatórios ligados a conteúdo de outras de suas músicas, tendo mesmo show interrompido por ação da polícia política de então, ao insistirem em cantar uma composição própria ("Animais Irracionais") censurada. A canção censurada, com forte vetor de crítica social, teria sido composta inclusive em parte motivada pela irritação da dupla com as acusações de que seriam subordinados dos militares que então governavam o país. 
Dom, com nome de batismo Eustáquio Gomes de Farias, faleceu em 10 de dezembro de 2000, em decorrência de um câncer de estômago.
Ravel, com nome de batismo Eduardo Gomes de Farias, faleceu em 16 de junho de 2011, de um ataque cardíaco. O corpo de Ravel foi sepultado no Cemitério do Araçá, na capital paulista. O cantor deixou a esposa Rejane, com quem estava casado há 37 anos, e uma única filha, Priscila.